# Orania (Zuid-Afrika)
Orania is een Zuid-Afrikaans Afrikaner-dorp in de Karoo in de provincie Noord-Kaap langs de Oranjerivier. Orania ligt halverwege tussen Kaapstad en Pretoria en wordt door de regionale weg R369 in tweeën gedeeld.
Het doel van het dorp is om de Afrikaner-identiteit te bewaren en de taal en cultuur in leven te houden. Iedereen die zichzelf als een Afrikaner ziet en zichzelf met de Afrikaner-identiteit definieert mag in Orania wonen.
Critici vinden dat de dorpsbestuurders de integratie van Afrikaners in de Zuid-Afrikaanse regenboognatie afwijzen en dat zij het oude Zuid-Afrika van voor 1991 proberen te behouden binnen een enclave. De inwoners vinden echter dat zij in Orania wonen om zo hun taalkundig en cultureel erfgoed tegen assimilatie te beschermen, te ontsnappen aan de vele misdaden in de rest van het land en invulling te geven aan hun streven naar zelfbeschikking. De relaties tussen het dorp en de Zuid-Afrikaanse regering zijn rustig en ondanks het streven naar (meer) autonomie heeft de regering Orania als legitiem erkend.
Orania telde tijdens de census van 2011 ongeveer 900 inwoners maar groeide sindsdien gestaag naar 2.874 inwoners in 2023. In 2015 waren er meer dan 120 bedrijven in Orania gevestigd, waaronder een van de grootste pecannootplantages van Zuid-Afrika en de grootste coöperatieve gemeenschapsbank van het land. Het dorp heeft een gemeenschapsradiostation en zijn eigen geldeenheid, de ora.

## Doel
Volgens de stichters heeft het creëren van Orania als doel het beschermen van het Afrikaner cultureel erfgoed en het omzetten van het idee van "Afrikaner selfwerksaamheid" in de praktijk. Al het werk wordt uitsluitend door Afrikaners gedaan en enkel als er vaardigheden nodig zijn die de inwoners niet hebben mogen niet-Afrikaners van buiten Orania er werken. "Wij willen niet bestuurd worden door mensen die geen Afrikaners zijn", zei de vorige burgemeester. "Onze cultuur wordt onderdrukt en onze kinderen worden gehersenspoeld om Engels te spreken".
Het doel van Orania is om een meerderheid van Afrikaners in de Noordwest-Kaap te scheppen door het aanmoedigen van de bouw van vergelijkbare dorpen, met uiteindelijke doel een Afrikaner meerderheid in het gebied en een onafhankelijke Afrikaner-staat tussen Orania en de westkust, ook wel de Volkstaat genoemd.
Carel Boshoff, de stichter van Orania, had oorspronkelijk een bevolking van 60.000 inwoners na vijftien jaar in gedachten. Terwijl hij erkende dat de meeste Afrikaners zouden kunnen besluiten om niet naar de volkstaat te verhuizen, dacht hij dat het desondanks van essentieel belang voor Afrikaners was om deze mogelijkheid te hebben, aangezien dit Afrikaners veiliger zou laten voelen en spanningen in de rest van Zuid-Afrika zou verlichten. In dit verband beschouwde hij dit idee soortgelijk met Israël, dat dient als toevluchtsoord voor Joden uit alle delen van de wereld.
Nieuwe inwoners zeggen vaak dat hun beslissing om naar Orania te verhuizen was ingegeven door de wens om te ontsnappen aan de gewelddadige criminaliteit die in de rest van Zuid-Afrika voorkomt. Veel van deze nieuwe inwoners zijn slachtoffers geweest van misdrijven. Inwoners van Orania stellen dat het dorp een veilige omgeving is en dat het bijvoorbeeld niet nodig is om sloten van huisdeuren op slot te draaien.

## Ideologische oorsprong
Het idee dat blanke Zuid-Afrikanen zich moesten concentreren in een kleinschalige regio van Zuid-Afrika werd in 1966 geïntroduceerd door het Zuid-Afrikaans Bureau voor Rassenaangelegenheden (SABRA). In de jaren 70 van de twintigste eeuw bepleitte SABRA het idee om Zuid-Afrika om te scheppen in een gemenebest, waarbij bevolkingsgroepen zich parallel konden ontwikkelen. Zo zouden de verschillende bevolkingsgroepen elk een grote mate van autonomie hebben en zichzelf kunnen besturen zonder dat dat ten koste zou gaan van andere bevolkingsgroepen. Dat verschillende zwarte bevolkingsgroepen een federatief staatsbestel verwierpen, betekende volgens SABRA niet het einde van het recht van Afrikaners op zelfbestuur.
SABRA ontwikkelde vervolgens een model waarbij Afrikaners volledige zelfbeschikking moesten verkrijgen, onafhankelijk van Zuid-Afrika. SABRA-voorzitter Carel Boshoff beschouwde destijdse plannen van de blanke minderheidsregering om de macht te behouden door middel van kleine hervormingen als gedoemd te mislukken. Omdat hij geloofde dat een zwarte meerderheidsregering onvermijdelijk was, steunde hij in plaats daarvan de oprichting van een nieuwe, kleinere staat voor de Afrikaner natie.

Volkstaatmodel nagestreefd door Afstig en het Vrijheidsfront Plus.

In 1988 stichtte Boshoff de Afrikaner Vryheidstigting, ook wel Afstig. De grondbeginselen van Afstig waren gebaseerd op deze gedachten dat een zwarte meerderheidsregering onvermijdelijk was en dat blanke minderheidsregering moreel niet te rechtvaardigen was. Afrikaners zouden dus hun eigen natie of volkstaat in een kleiner deel van Zuid-Afrika moeten vormen.
Om Afrikaners de meerderheid in een bepaald gebied te laten vormen, introduceerde SABRA het principe van eigen arbeid, eisend dat al het werk in de volkstaat gedaan wordt door haar eigen burgers, waaronder het ploegen van velden, het ophalen van vuilnis en tuinieren: werk dat in de rest van Zuid-Afrika gewoonlijk niet door Afrikaners gedaan wordt. Volgens SABRA kunnen Afrikaners slechts een meerderheid in een gebied worden als ze hun eigen arbeid zouden gaan uitvoeren (en dus stoppen met het uitbuiten van Zwarte Zuid-Afrikanen als goedkope arbeidskrachten). Met deze meerderheid zouden Afrikaners op democratische wijze zeggenschap kunnen hebben over eigen instellingen en daarmee de facto in een bepaalde mate zelfbestuur krijgen.

### Orania als volkstaatgroeipunt
Het was de bedoeling dat Orania het beginpunt zou worden van de volkstaat, die kon ontstaan wanneer een grote groep Afrikaners naar Orania zou verhuizen en nieuwe 'groeipunten' (dorpen) gesticht zouden worden. Deze volkstaat zou uiteindelijk dorpen als Prieska, Britstown, Carnarvon, Williston, en Calvinia moeten omvatten en daarmee tot aan de westkust uitstrekken.
Het plan van Boshoff sloot de gebieden van de oorspronkelijke Boerenrepublieken in de Transvaal en de Oranje-Vrijstaat uit. Deze gebieden omvatten het economische hartland van Zuid-Afrika met veel natuurlijke hulpbronnen. In plaats daarvan focuste Boshoff op een economisch onderontwikkeld gebied in de Noordwest-Kaap dat een halfwoestijn is. Deze woestijnstaat, Orandeë genaamd, zou wegens zijn onherbergzaamheid niet gevreesd of begeerd worden door de Zuid-Afrikaanse regering. Zelfs voorstanders van het idee gaven toe dat dit model significante economische offers van Afrikaners, die naar de volkstaat zouden verhuizen, zou eisen.

### Orania als vrijstad
Vanaf 2014 focust Orania minder op de ontwikkeling van een volkstaat. In de twintig jaar na de vestiging van Orania waren er geen andere Afrikanernederzettingen gebouwd in de buurt van Orania of in het beoogde volkstaatgebied (het Afrikaner-dorp Kleinfontein ligt in Gauteng). Verder hebben veel verstedelijkte Afrikaners geen zin om in een landelijke omgeving met minder diensten te gaan wonen. Daarnaast verliezen Afrikaners in de rest van Zuid-Afrika door voortgaande transformasie en demografische veranderingen steeds meer zeggenschap over culturele, maatschappelijke en burgerlijke instellingen: zo zijn vijf van de zes Afrikaanstalige universiteiten na 2004 volledig verengelst. Dit noopte Orania om minder te focussen op de ontwikkeling van een volkstaat, maar meer te focussen op de ontwikkeling van Orania zelf.
Om belangrijke functies te kunnen herbergen en verstedelijkte Afrikaners te kunnen aantrekken, zou Orania verder moeten groeien om de drempelwaarde van bepaalde voorzieningen te krijgen. Een concept van een landelijke volkstaat werkte daarbij niet. Het is de bedoeling om Afrikaners in zo'n mate in en rond Orania te concentreren dat Orania daarmee bepaalde centrumfuncties voor Afrikaners uit heel Zuid-Afrika kan ontwikkelen en herbergen. Deze nieuwe visie werd in 2016 officieel bekendgemaakt tijdens de Orania Stadskonferensie in Pretoria. Orania zou een vrijstad moeten worden, die al groeiende zowel de facto als de jure steeds meer zeggenschap krijgt over eigen aangelegenheden.
Een andere reden waarom Orania minder focust op een volkstaat, is dat de term beschadigd zou zijn door misbruik door extreemrechtse groeperingen. Voor de focus op de ontwikkeling van het gebied rond Orania werd in 2014 de Hartlandstigting opgericht.

## Geschiedenis
De regio waar Orania ligt wordt al ongeveer 30.000 jaar bewoond. De eerste bewoners waren jager-verzamelaars uit het stenen tijdperk met een nomadische leefwijze. Een aantal graveringen uit de late steentijd duiden op de aanwezigheid van de Khoisan, die de belangrijkste culturele groep bleven tot aan de tweede helft van de achttiende eeuw toen jagers, trekboeren en Griekwa uit de Nederlandse Kaapkolonie arriveerden. De eerste indicatie van de aanwezigheid van blanke mensen in de omgeving van Orania dateert van 1762 en in het begin van de negentiende eeuw trokken veel boeren seizoensmatig door het gebied op zoek naar betere weidevelden aan de weerszijden van de Oranjerivier. Een Rawstone-kaart uit 1842 toont de boerderij Vluytjeskraal, waarop Orania later gebouwd zou worden. De eerste blanke inwoner van wat vandaag de dag bekendstaat als Orania was Sthephanus Ockert Vermeulen, die Vluytjeskraal in 1882 kocht.
Orania is oorspronkelijk gesticht in 1963 door het Ministerie van Waterwezen om te voorzien in woonruimte voor arbeiders die bouwden aan de Vanderkloofdam. In eerste instantie stond het dorp bekend als Vluytjeskraal, maar het kreeg zijn huidige naam, een variatie op het woord oranje, refererend aan de nabijgelegen rivier, nadat een competitie was uitgeschreven. In 1965 woonden er 56 families. Kleurlingen die bouwden aan de Vanderkloofdam woonden in een aparte woonbuurt genaamd Grootgewaagd. De eerste fase van het Oranjerivierprojek, waarvan de Vanderkloofdam deel uitmaakte, was afgerond in 1976. Nadat de dam afgerond was, verlieten de meeste arbeiders het dorp, dat daarop in verval raakte. Het ministerie verliet Orania volledig in 1981, hoewel een groep kleurlingen in Grootgewaagd bleef wonen.
In december 1990 kocht een groep van veertig Afrikaner families onder leiding van Carel Boshoff, de schoonzoon van de voormalige Zuid-Afrikaanse premier Hendrik Verwoerd, het vervallen dorp voor ongeveer US$ 200,000 namens het nieuw opgerichte Orania Bestuursdienste (OBD) De eerste dertien inwoners verhuisden in april 1991 naar Orania. In dezelfde maand werden de mensen die nog steeds in Grootgewaagd verbleven door de regering het dorp uitgezet en de woonbuurt werd door de nieuwe inwoners hernoemd tot Kleingeluk. Op dat moment bestond het dorp uit 90 huizen in Orania en 60 in Kleingeluk, allemaal in een hoge staat van verval. In augustus 1991 werd de boerderij Vluytjeskraal 272, ongeveer 2300 hectare groot, aan Orania toegevoegd. De dorpsraad werd gesticht in februari 1992. Orania verkoos zijn eigen gemeenteraad (Orania Vertegenwoordigende Raad) in 1995. Werkzaamheden voor een irrigatiesysteem met een oppervlakte van 400 hectare begonnen in 1995 en waren voltooid in oktober 1996.

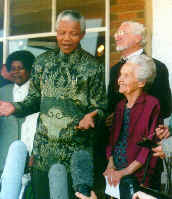
President Mandela, Betsie Verwoerd en Carel Boshoff tijdens een bezoek van Mandela aan Orania in 1995.

Als verzoenend gebaar bracht de toenmalige president Nelson Mandela in 1995 een bezoek aan Orania om te praten met Betsie Verwoerd, weduwe van Hendrik Verwoerd. In 1996 bereikte Orania de grens van 200 permanente inwoners, terwijl het dorp tijdens de census van 2001 519 inwoners had. Tussen 1991 en 1998 was er R15 miljoen in Orania geïnvesteerd, onder meer voor het moderniseren van het water- en elektriciteitsvoorzieningen, straten en bedrijven. In april 2000 vond er een geweldincident plaats net buiten Orania, waarbij een blanke man schoot op een zeventienjarig zwart meisje, waarbij het meisje gewond raakte aan haar been. Inwoners van Orania distantieerden zich van het voorval.
In december 2000 wilde de provinciale overheid de gemeenteraad van Orania tijdens nationale gemeentelijke herindelingen ontbinden en het dorp laten samensmelten in de nieuwe gemeente Thembelihle samen met de naburige dorpen Hopetown en Strydenburg. Inwoners van Orania sleepten de provinciale overheid voor het Noord-Kaapse Hooggerechtshof dat daarop uitsprak dat er onderhandelingen tussen de inwoners van Orania en de regering moesten plaatsvinden om te komen tot een compromis omtrent de gemeentelijke status van Orania. Het Hooggerechtshof oordeelde ook dat de gemeenteraad van Orania al zijn bevoegdheden behoudt, totdat er een overeenkomst gesloten is. In 2003 had Orania verscheidene lokale voorzieningen, waaronder een vakantieoord langs de Oranjerivier een bejaardentehuis, twee scholen, een privaat ziekenhuis en een groeiende landbouwsector.

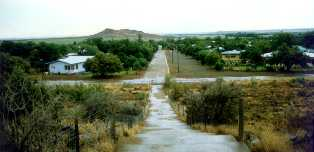
Orania in 2000.

In 2005 ontstond er een geschil toen een deel van de inwoners beweerde dat het dorp bestuurd werd als een maffia, waarna een aantal rechtszaken werden gevoerd. In 2005 werd het radio station door de Zuid-Afrikaanse overheden gesloten, omdat interne dissidenten bij de uitzendautoriteiten geklaagd hadden. Deze dissidenten verlieten uiteindelijk de gemeenschap. In november 2005 maakten zestig Kleurlingfamilies, die voor 1991 in Grootgewaagd (nu: Kleingeluk) woonden, aanspraak bij de overheid op 483 hectare land binnen Orania. De eis werd verrekend in 2006 toen de Zuid-Afrikaanse regering toezegde om een bedrag van R2,9 miljoen als compensatie aan de eisers te betalen.
In 2006 werd het vijf miljoen Rand kostende Saamstaan-winkelsentrum geopend. In 2011 kochten inwoners van Orania de naastgelegen boerderij Vluytjeskraal-Noord. Toen Orania in 1963 gesticht werd door het ministerie van Waterwezen, was het juist afgescheiden van deze boerderij. Vluytjeskraal-Noord is een apart rechtspersoon en is bestemd voor residentiële ontwikkeling in plaats van landbouw. Na 2010 werden er verdere commerciële ontwikkelingen aangekondigd, waaronder het Stokkiesdraai Avontuurpark & Winkelsentrum dat in 2014 opende en Die ou Karooplaas Winkelsentrum dat in 2015 opende en onder meer een bioscoop huisvest.
In 2016 kondigde de Orania Dorpsraad een economisch ontwikkelingsplan van R183 miljoen aan, dat in vijf jaar tijd  moet zorgen voor de oprichting van verschillende kleinschalige stedelijke diensten, waaronder hoger onderwijs. De projecten worden uitgevoerd met hulp van externe financiers.

## Geografie en klimaat
De omgeving van het dorp heeft een steppeklimaat. Orania is deel van het Nama Karoo bioom en ontvangt ongeveer 200 tot 250 mm regen per jaar. Sinds 1991 zijn meer dan 30 000 bomen in Orania en op de omliggende landerijen geplant. Toekomstige inwoners worden gewaarschuwd voor de zware weersomstandigheden met extreme verschillen tussen zomer en winter.
| Maand                  | jan  | feb  | mrt  | apr  | mei  | jun  | jul  | aug | sep  | okt  | nov  | dec  | Jaar |
| ---------------------- | ---- | ---- | ---- | ---- | ---- | ---- | ---- | --- | ---- | ---- | ---- | ---- | ---- |
| Gemiddeld maximum (°C) | 34,3 | 34,1 | 30,6 | 26,2 | 22,7 | 17,7 | 18,9 | 23  | 28,2 | 27,2 | 30,1 | 31,7 | 27   |
| Gemiddeld minimum (°C) | 17,9 | 16,7 | 14,4 | 12,5 | 3,8  | 3,4  | 1,5  | 4,2 | 9,9  | 12,1 | 13,4 | 17,1 | 10,5 |
|                        |      |      |      |      |      |      |      |     |      |      |      |      |      |
| Neerslag (mm)          | 65   | 5    | 30   | 26   | 0    | 0    | 0    | 0   | 0    | 0    | 0    | 129  | 255  |
| Bron:                  |      |      |      |      |      |      |      |     |      |      |      |      |      |

## Demografie

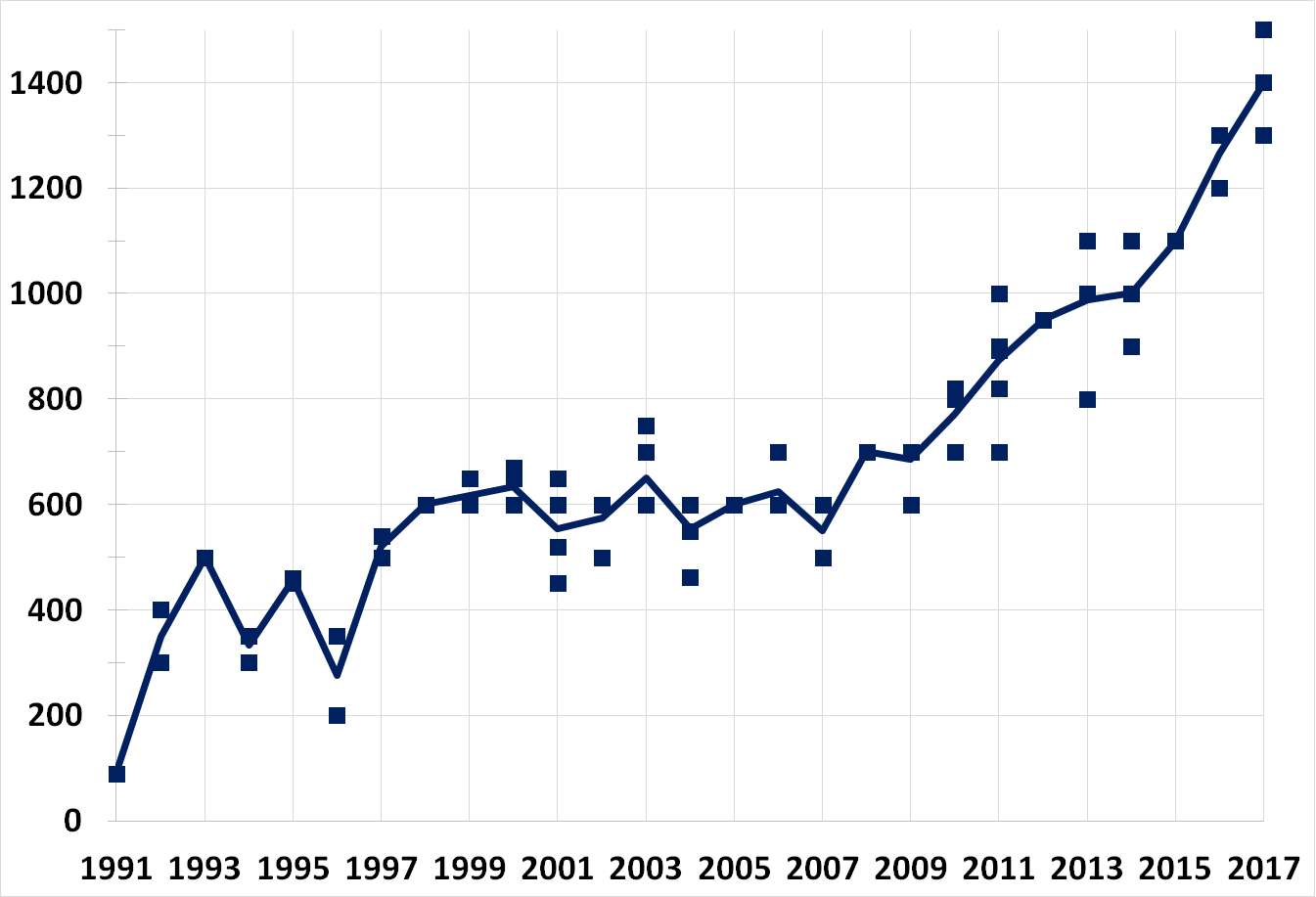
Bevolkingsramingen voor Orania van 1991 tot 2015.

In 2011 woonden er ongeveer 900 mensen in Orania, waarbij kinderen (in 2007) ongeveer een kwart van de totale bevolking vormden. In 2011 overtrof het aantal mannelijke inwoners het aantal vrouwelijke inwoners in de verhouding van 60% en 40% respectievelijk en de schaarste aan jonge vrouwen is een veel gehoorde klacht onder de mannelijke inwoners.
Blanke Zuid-Afrikanen vormen de belangrijkste inwonersgroep ten tijde van de census van 2011: 97,2% van het totaal. Afrikaans is de enige taal die in alle domeinen van het plaatselijke leven gebruikt wordt.
Volgens de autoriteiten bereikte het dorp de grens van 2.000 inwoners in 2020, met 10% groei per jaar voor de periode tussen 2012 en 2015.

### Religie
Orania kent een grote religieuze gemeenschap, waarbij de Afrikaanse Protestantse Kerk de meest populaire denominatie is. Andere kerken sluiten de Apostoliese Geloofsending, de Nederduits Gereformeerde Kerk, de Afrikaanse Protestantse Kerk, de Evangelies-Gereformeerde Kerk, de Gereformeerde Kerk, de Nederduitsch Hervormde Kerk, de Israelvisie en Maranata Kerk in; alle kerken zijn protestant, met de uitzondering van de Maranata Kerk die deel is van de charismatische beweging. Het feit dat inwoners van Orania oorspronkelijk uit verschillende delen van Zuid-Afrika afkomstig zijn, draagt bij aan de relatief grote kerkelijke verscheidenheid. Op belangrijke feestdagen, zoals Geloftedag, worden interkerkelijke diensten gehouden. Zondag is een rustdag, met uitzondering van enkele toeristische voorzieningen.
De Nederduitse Gereformeerde Kerk in Orania is gesticht in 1999, toen het werd afgekoppeld van de NG-gemeente te Hopetown. De kerk is deel van de classis van Hopetown en de provinciale synode van de Noord-Kaap. In maart 2015 stemde de Nederduits Gereformeerde Kerk in Orania tegen de voorgestelde verandering van de kerkorde ten behoeve van de acceptatie van de Belijdenis van Belhar, zoals de meerderheid van de NG-kerken in de Noord-Kaapse synode deed.
De Afrikaanse Protestantse Kerk in Orania is gesticht in 1991, waardoor het de eerste van de huidige kerken in Orania is. De gemeente telt 145 leden. De kerk is een vooraf gefabriceerd gebouw en is het enige kerkgebouw in Orania met een kerktoren.

## Wijken en architectuur
Orania bestaat uit drie wijken: Kleingeluk, Orania-Oos (of Grootdorp) en Orania-Wes. Kleingeluk is een aparte woonbuurt op ongeveer 1500 meter afstand van Orania-Oos en is armer dan de rest van het dorp, hoewel vooruitgang geboekt wordt in het verkleinen van deze kloof. Orania-Oos en Orania-Wes worden van elkaar gescheiden door de regionale weg R369.
In 2015 werd een begin gemaakt met de aanleg van de nieuwe wijk Karoosig, die gelegen is tussen Orania-Oos en Kleingeluk. In 2016 werd ook een begin gemaakt met de uitbreiding van Kleingeluk, waar in vijf jaar tijd 250 nieuwe woningen gebouwd zullen worden, waarvan ongeveer 200 sociale huurwoningen.
Veel nieuwe huizen in Orania zijn gebouwd in de Kaaps-Hollandse stijl. Veel van de oorspronkelijke huizen uit het tijdperk van het ministerie van Waterwezen zijn tijdelijke en vooraf gefabriceerde huizen. Hoewel sommige van deze huizen zijn gerenoveerd, tonen anderen sporen van verval, omdat deze huizen gebouwd waren voor een levensduur van maximaal twintig jaar.

## Politiek en bestuur

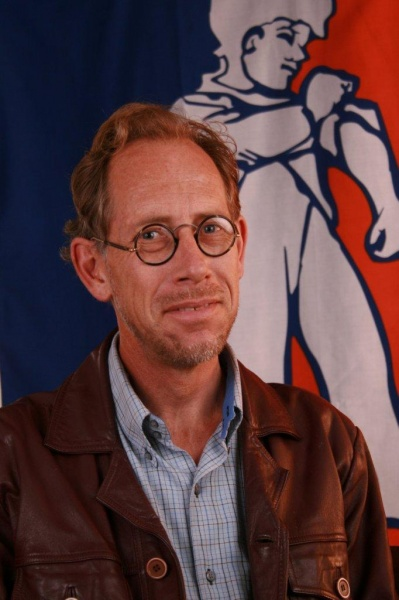
Carel Boshoff IV, President van de Orania Beweging.

Orania heeft zijn eigen gemeenteraad in de vorm van de Orania Verteenwoordigende Raad, maar valt wel binnen de grenzen van de gemeente Thembelihle. Ondanks de gemeentelijke herindeling van 2000, ontleent deze vertegenwoordigende raad zijn bevoegdheden aan de Overgangswet op Plaatselijk Bestuur uit 1993. Door een uitspraak van het Noord-Kaapse hooggerechtshof blijft deze situatie bestaan totdat de regering en de inwoners van Orania een overeenkomst gesloten hebben over de gemeentelijke status van het dorp. Door een tijdelijke schikking is Orania deel van het geografische gebied van de gemeente Thembelihle, maar levert Thembelihle geen diensten en haalt het geen gemeentelijke belastingen op (andere belastingen worden wel betaald door de inwoners van Orania) Anno 2015 is er nog steeds geen definitieve overeenkomst tussen de regering en de inwoners van Orania bereikt. Het dorp zelf is gebouwd op private grond dat in eigendom is van het Vluytjeskraal Aandeleblok. Eigendomsrechten van erven en huizen worden daarom verkregen in de vorm van aandelen in het aandelenblok. Er worden geen eigendomsaktes verstrekt, behalve voor landbouwgrond. Het Vluytjeskraal Aandeleblok functioneert als een lokale overheid, welke gefinancierd wordt door tarieven voor het leveren van diensten zoals water, elektriciteit en afvalbeheer.
De Dorpsraad is het uitvoerende orgaan van het Vluytjeskraal Aandeleblok en het belangrijkste bestuurlijke instituut in Orania. De Dorpsraad is verantwoordelijk voor de dagelijkse gang van zaken. De Dorpsraad wordt jaarlijks verkozen en bestaat uit vijf leden en een voorzitter (de burgemeester). Het is niet toegestaan voor politieke partijen om deel te nemen aan de verkiezingen, slechts individuen kunnen verkozen worden. De begroting van de Dorpsraad bedroeg R2,45 miljoen in het fiscale jaar 2006/2007. Deze begroting groeide naar R15 miljoen in 2014. De Orania Beweging is een aparte politieke en culturele organisatie die de Afrikaner-geschiedenis en -cultuur promoot. De Orania Beweging heeft ongeveer 3.000 geregistreerde leden van buiten het dorp. Deze leden worden 'uitwoners' genoemd.
Orania ontvangt geen financiële bijdragen van de nationale en provinciale overheden. Het Helpsaamfonds, een niet-winstgevende organisatie, haalt geld op voor projecten als sociale woningbouw en woonruimten voor nieuwkomers in nood. Het Elim-sentrum accommodeert werkloze jonge mannen die naar Orania komen om werk te zoeken. De meeste van hen zijn berooid wanneer ze aankomen. Deze mannen krijgen gewoonlijk werk in de vorm van gemeentelijke onderhoudstaken of op nabijgelegen boerderijen, daarnaast ontvangen ze opleiding. Nerina, het equivalente wooncomplex voor vrouwen en alleenstaande moeders met kinderen, werd voltooid in juli 2012, terwijl een wooncomplex voor gezinnen, Soetdoring, werd geopend in 2015.
Het dorp heeft geen beschikking over een politiemacht of een cellencomplex. Verkeerscontroles en kleine overtredingen zoals diefstallen worden intern afgehandeld. Buurtwachtpatrouilles worden uitgevoerd door vrijwilligers. In oktober 2014 werd Orania Veiligheid opgericht om meldingen van kleine illegale activiteiten en kleinigheden zoals klachten over rommel en lawaai af te handelen. Grotere zaken en de verdachten daarvan worden aangegeven bij het politiebureau in het naburige Hopetown. Inwoners worden aangemoedigd om geschillen via conflictbemiddeling en arbitrageprocedures, die worden aangeboden door de Dorpsraad, op te lossen, in plaats van een beroep te doen op Zuid-Afrikaanse rechtbanken.
Orania heeft een kleine kliniek en een verpleegkundige komt van overheidswege twee keer per maand langs.

### Toelatingsproces

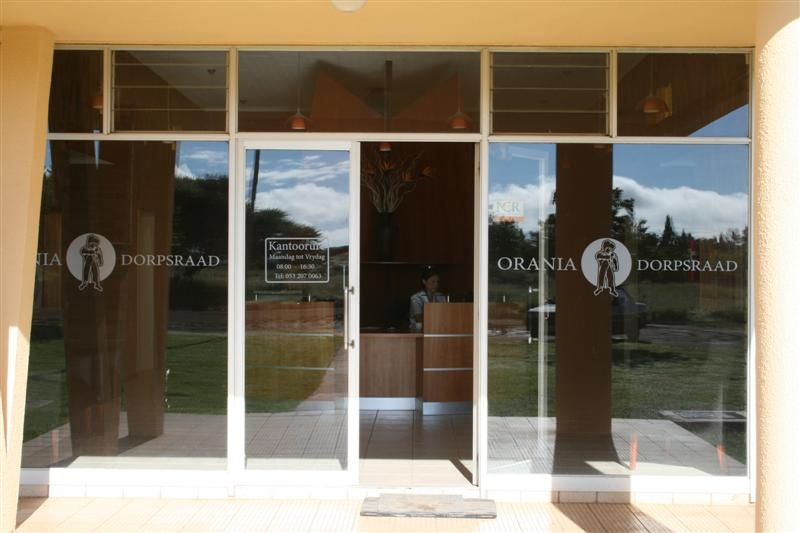
Ingang van het Dorpskantoor.

Aspirantinwoners moeten een interviewproces met een comité doorlopen, waarbij toegang geweigerd kan worden op basis van criteria zoals het hebben van een strafblad. Zodra toegang is verleend, worden de nieuwe inwoners aandeelhouders in het dorp.
Het belangrijkste criterium om toestemming om in Orania te wonen, is het zijn van een Afrikaner. Hoewel de meeste nieuwsberichten vermelden dat zwarte of bruine mensen niet in Orania mogen wonen, is huidskleur geen criterium waarop beoordeeld wordt. In 1990 definieerden de stichters van Orania de Afrikaner-natie in culturele termen in plaats van raciale. Er zijn geen regels dat bruine of zwarte Afrikaanssprekenden niet in Orania mogen wonen.
Sommige mensen, die proberen om in Orania te wonen, verlaten het dorp uiteindelijk wegens een beperkte keuze van beschikbare banen of de eis om te conformeren aan de lokale sociale normen en waarden. Volgens een studie uit 2004 hebben sinds 1991 ongeveer 250 mensen het dorp verlaten, meestal vanwege "lichamelijke omstandigheden of sociale druk". Het plattelandse leven en het verschil in levensstijl ten opzichte van een stedelijke omgeving zijn andere factoren die een impact hebben op nieuwkomers.

### Duurzaamheid

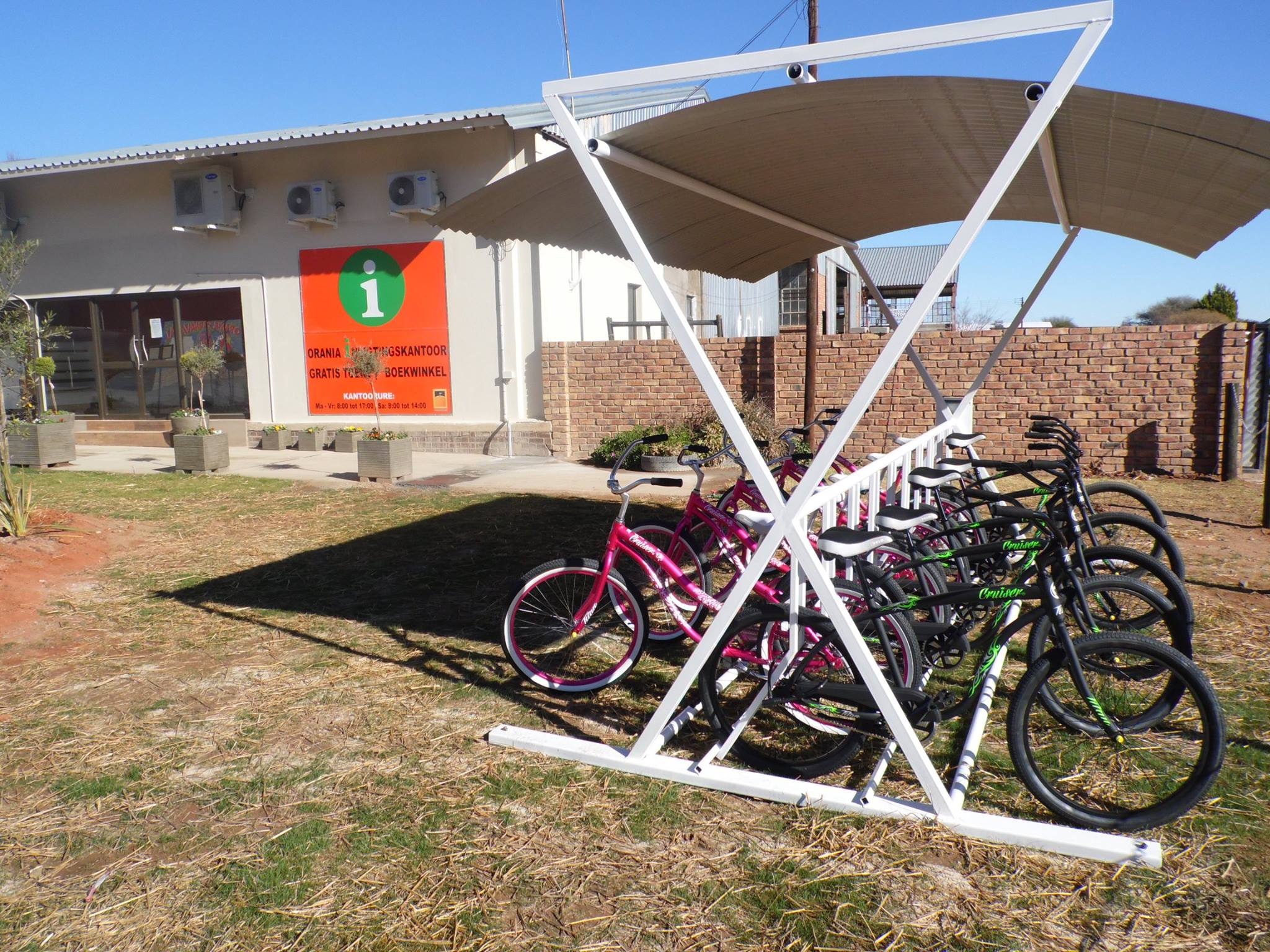
Fietsdeelsysteem in Orania voor inwoners en toeristen.

Dorpsbestuurders plaatsen een sterke focus op duurzame ontwikkeling, waaronder recycling van vuilnis en natuurbescherming. Recycling is verplicht voor alle huishoudens en inwoners scheiden hun afval en gebruiken daarvoor vijf verschillende afvalbakken. Alle nieuw te bouwen huizen worden geacht van een zonneboiler gebruik te maken. Voorbeelden van duurzaam ontwerpen en duurzaam bouwen zijn door het hele dorp te zien, met onder meer gebouwen die gebouwd zijn met materialen zoals steen, hout, hooi en water.
Op dit moment wordt er een Earthship gebouwd in Orania. Dit Earthship is ontworpen door Christiaan van Zyl, een van de meest vooraanstaande architecten van Zuid-Afrika op het gebied van duurzaam ontwerpen. Het gebouw is anno 2015 nog onvoltooid, maar zal, wanneer voltooid, het grootste Earthship ter wereld gebouwd met zandzakken zijn.
In 2014 opende Orania zijn fietsdeelsysteem, genaamd het Orania Openbare Fietsprojek. Het systeem bestaat uit drie basisstations en heeft een capaciteit van 30 fietsen.

### Externe relaties

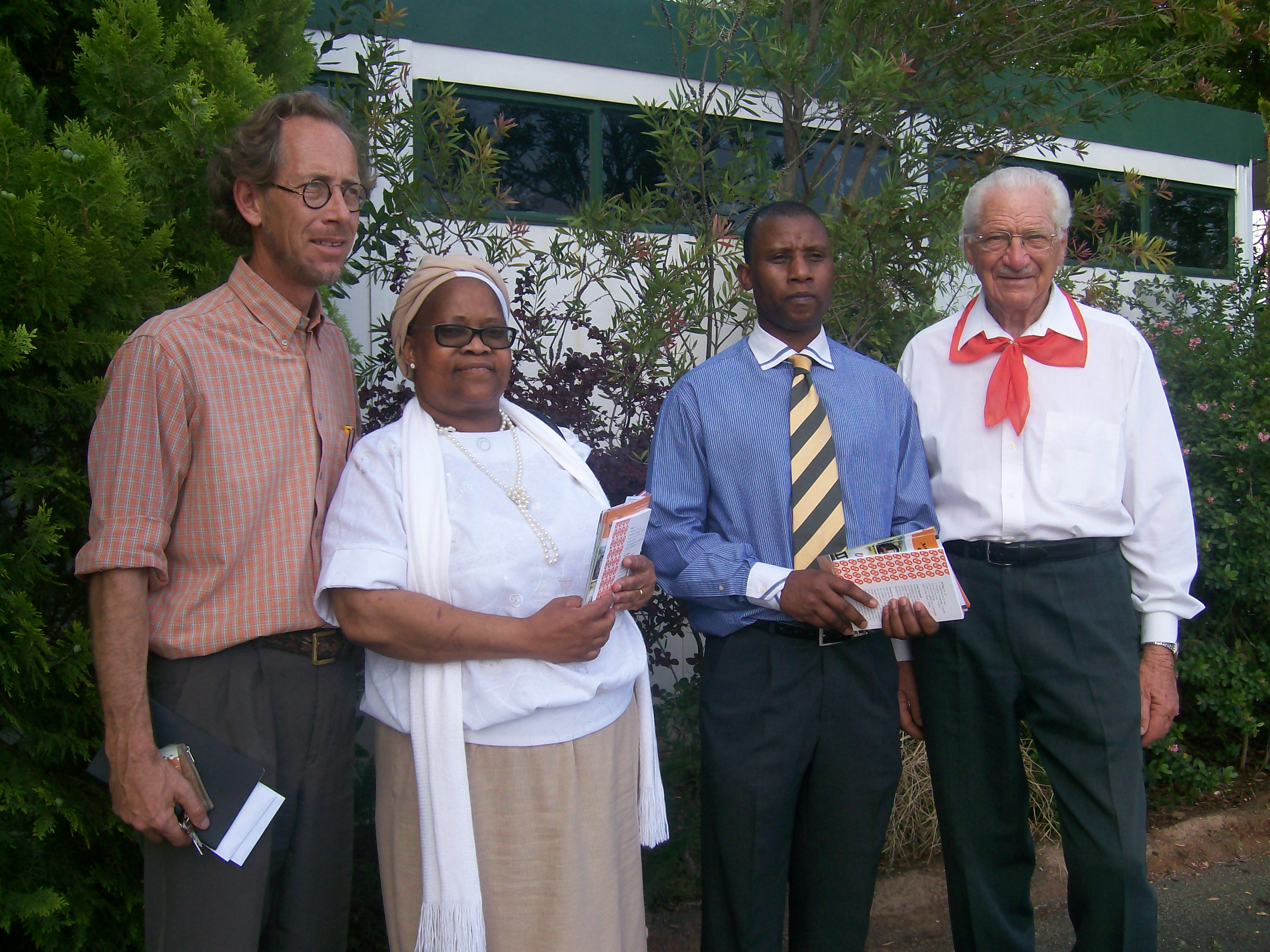
Vertegenwoordigers van de Kommissie vir die bevordering en beskerming van die regte van kulturele, godsdienstige en taalgemeenskappe bezoeken Orania in 2009.

Het bestaan van Orania wordt toegestaan door de Grondwet van Zuid-Afrika dat onder artikel 235 het zelfbeschikkingsrecht erkent. Orania heeft een niet-confronterende houding ten opzichte van de Zuid-Afrikaanse autoriteiten, die eveneens een beleid van afzijdigheid ten aanzien van Orania ontwikkeld hebben. De ANC-regering ontwijkt kwesties rondom Orania en haar status meestal, gewoonweg omdat het Orania volgens de regering ontbreekt aan prioriteit in vergelijking met vele andere politieke kwesties waarmee de regering te maken heeft.
Op 5 juni 1998 verklaarde Valli Moosa, de toenmalige minister van Grondwettelijke Ontwikkeling (ANC), tijdens een parlementair begrotingsdebat dat

The pursuit on the part of the Freedom Front and other Afrikaners to strive towards the development of a particular region in the country (the North Western Cape corridor) as a home for Afrikaner culture and language within the framework of the constitution and Bill of Rights, is in government’s view indeed a legitimate pursuit.(Het streven van het Vrijheidsfront en andere Afrikaners om een bepaalde regio in het land (de Noordwest-Kaapse corridor) als een bakermat voor de Afrikaner-cultuur en taal — binnen de grenzen van de Grondwet en het Handvest voor de Rechten van de Mens — te ontwikkelen, wordt door de regering gezien als een rechtmatig steven.)
— Valli Moosa (ANC), minister van Grondwettelijke Ontwikkeling, 1998

Dipuo Peters, de toenmalige premier van de Noord-Kaap, bezocht het dorp in juli 2004. Peters zei dat ze onder de indruk was van de manier waarop ontwikkeling in de gemeenschap plaatsvindt. Op 4 juli 2007 kwamen Orania en het provinciebestuur van de Noord-Kaap overeen dat de kwestie van zelfbestuur voor Orania op alle overheidsniveaus besproken zou moeten worden.
In 2009 bezocht een delegatie van de ANC-Jeugdliga het dorp. ANC-Jeugdligavoorzitter Julius Malema prees de samenwerking tussen de inwoners: "Ze werken samen in plaats van elkaar tegen te werken". Op 14 september 2010 bezocht de Zuid-Afrikaanse president Jacob Zuma Orania, waarbij hij onder andere sprak met Carel Boshoff (III), zijn zoon Carel Boshoff IV, die op dat moment burgemeester van Orania was en andere gemeenschapsleiders. Na deze ontmoeting bezocht president Zuma woningbouwprojecten en verscheidene agrarische bezienswaardigheden in Orania.
In juni 2007 werd de Afrikaner-enclave bezocht door de kleurlinggemeenschap uit Eersterust, net buiten Pretoria. De ontmoeting tussen de twee groepen had het doel om gemeenschapsontwikkeling en methodes voor zelfbestuur te bespreken. Volgens de bezoekers uit Eersterust was de ontvangst goed en hadden ze "zeker geleerd van de ervaring" en geen raciale spanningen ervaren. De gemeenschap van Orania gaf een donatie aan de gemeenschap van Eersterust ter ondersteuning van hun kleuterschool.
Orania en de Xhosagemeenschap uit Mnyameni (gemeente Amahlathi, provincie Oost-Kaap) tekenden een samenwerkingsovereenkomst op 11 december 2012. Het doel van de overeenkomst is om te helpen bij de ontwikkeling van eigen instellingen en de overdracht van kennis tussen de gemeenschappen om zo hun afhankelijkheid van overheidsinitiatieven voor de ontwikkeling van hun gemeenschappen te verminderen.
Leden van de Orania Beweging, inclusief president Carel Boshoff IV, toerden in 2013 door Europa, waarbij ze in Nederland Tweede Kamerleden van de Partij voor de Vrijheid in Nederland, leden van het Vlaams Belang in België en leden van de Südtiroler Volkspartei in Zuid-Tirol ontmoetten. Tijdens een Europese tour in 2014 troffen leiders van Orania in Nederland onder meer Tweede Kamerleden van de Staatkundig Gereformeerde Partij en het Christen-Democratisch Appèl en in België leden van de partij Christen-Democratisch en Vlaams.
In 2015 bezocht de oud-gouverneur van Zuid-Tirol Luis Durnwalder (SVP) Orania.

#### Afrikaner organisaties
De grootste rechtse partij in Zuid-Afrika ten tijde van de apartheid, de Konserwatiewe Party, steunde het volkstaatconcept in eerste instantie niet: tot in 1993 vlak voor de oprichting van het Afrikaner Volksfront, een parapluorganisatie van rechtse Afrikaner-partijen. Zij keken echter niet naar Orania voor een volkstaat, maar hun plan had betrekking op delen van de toenmalige provincie Transvaal, inclusief Pretoria. Hun plannen waren om een staat op te richten waar zwarte mensen slechts beperkt stemrecht zouden hebben. Onderhandelingen over deze plannen werden gevoerd met het African National Congress, maar het ANC werd niet overtuigd. De laatste blanke minderheidsregering onder leiding van F.W. de Klerk was eveneens gekant tegen het ontstaan van een Afrikaner-staat en het bestaan van Orania, maar ondernam geen actie tegen Orania. De regering van De Klerk verwachtte dat het project van Orania uiteindelijk zou mislukken door tekortkomingen in het project.
In januari 2010 publiceerde het Afrikaanstalige dagblad Beeld een ingezonden brief van Frans de Klerk, uitvoerend directeur van de Orania Dorpsraad, waarin hij zich namens de hele gemeenschap distantieerde van racistische organisaties die Orania "misbruiken voor hun eigen doeleinden." Het debat omtrent een volkstaat kwam terug in de reguliere media na de moord op AWB-leider Eugène Terre'Blanche in april 2010. Boshoff beweerde dat de moord een symbool was van de erfaanvallen in Zuid-Afrika, welke hij omschreef als "niets anders dan een staat van oorlog". Toch weigerde hij een uitnodiging voor de begrafenis van Terre'Blanche: "Ik ben niet gecharmeerd van hem. Hij koos een pad van confrontatie en conflict. We wilden het op een andere manier doen." Boshoff IV merkte eveneens op dat het concept van Orania (van eigen arbeid) in strijd is met het baasskap-systeem (van blanke dominantie over zwarte werknemers) tijdens de apartheidsperiode. Wegens de anti-racismestandpunten van de Orania Beweging is Orania niet erg geliefd onder extreemrechtse Afrikaner organisaties.
Medewerkers van de burgerrechtenorganisatie AfriForum bezochten Orania in februari 2015 en kwamen terug met positieve indrukken van het dorp, waarna de leden van de Solidariteit Beweging besloten om Orania formeel te ondersteunen.

### Verkiezingsuitslagen
Sinds 1994 hebben inwoners van Orania gestemd in alle vijf nationale verkiezingen. Bij de laatste drie verkiezingen had Orania een gemiddelde opkomst van 65%, gebaseerd op geregistreerde stemmers. Tijdens de Zuid-Afrikaanse parlementsverkiezingen in 2009 stemde de gemeenschap overtuigend voor het Vrijheidsfront Plus. De vier stemmen die tijdens de verkiezingen in 2014 naar Economic Freedom Fighters gingen ontlokten een aantal opmerkingen van de Zuid-Afrikaanse media.
In 2019 werd Wynand Boshoff, inwoner van Orania, als parlementslid voor het Vryheidsfront Plus gekozen in de Nationale Vergadering.
| Partij                             | Stemmen (2004) | % (2004) | Stemmen (2009) | % (2009) | Stemmen (2014) | % (2014) | Stemmen (2019) | % (2019) |
| ---------------------------------- | -------------- | -------- | -------------- | -------- | -------------- | -------- | -------------- | -------- |
| Vryheidsfront Plus                 | 158            | 84.95%   | 242            | 86.73%   | 224            | 76,89%   | 447            | 79.40%   |
| Democratische Alliantie            | 16             | 8.60%    | 26             | 9.31%    | 44             | 15,12%   | 62             | 11,01%   |
| African Christian Democratic Party | 3              | 1.61%    | 3              | 1,07%    | 7              | 2,41%    | 7              | 1,24%    |
| African Convenanta                 | -              | -        | -              | -        | -              | -        | 2              | 0,36%    |
| African National Congress          | 3              | 1,61%    | 3              | 1,07%    | 5              | 1,72%    | 3              | 0,36%    |
| Congress of the Peopleb            | -              | -        | 3              | 1,07%    | 1              | 0,34%    | 8              | 1,42%    |
| Nasionale Aksiec                   | 3              | 1,61%    | -              | -        | -              | -        | -              | -        |
| Independent Democratsd             | 2              | 1,08%    | 0              | 0%       | -              | -        | -              | -        |
| Nuwe Nasionale Partye              | 1              | 0,54%    | -              | -        | -              | -        | -              | -        |
| Economic Freedom Fightersf         | -              | -        | -              | -        | 4              | 1,37%    | 21g            | 3,73%    |
| Front Nasionaalf                   | -              | -        | -              | -        | 4              | 1,37%    | 12             | 2,13%    |
| Ubuntu Partyf                      | -              | -        | -              | -        | 2              | 0,69%    | 0              | 0,00%    |
| United Democratic Movement         | 0              | 0,00%    | 0              | 0,00%    | 0              | 0,00%    | 1              | 0,18%    |
| Ongeldige stemmen                  | 2              | 1,08%    | 2              | 0,71%    | 0              | 0,00%    | 3              | 0,53%    |
| Totaal                             | 188            | 100,00%  | 279            | 100,00%  | 291            | 100%     | 566            | 100%     |

Opmerkingen bij de tabel:
a: Partij deed niet mee aan verkiezingen voor 2019
b: Partij deed niet mee aan verkiezingen voor 2009
c: Partij deed alleen mee aan de verkiezingen van 2004 en smolt daarna samen met het Vrijheidsfront, dat daardoor het Vrijheidsfront Plus werd.
d: Partij ging op in de Democratische Alliantie
e: Partij ging op in het African National Congress
f: Partij deed niet mee aan verkiezingen voor 2014
g: In 2019 bracht een groep EFF-kiezers uit Hopetown als politiek statement haar stem uit in Orania.

## Economie en landbouw

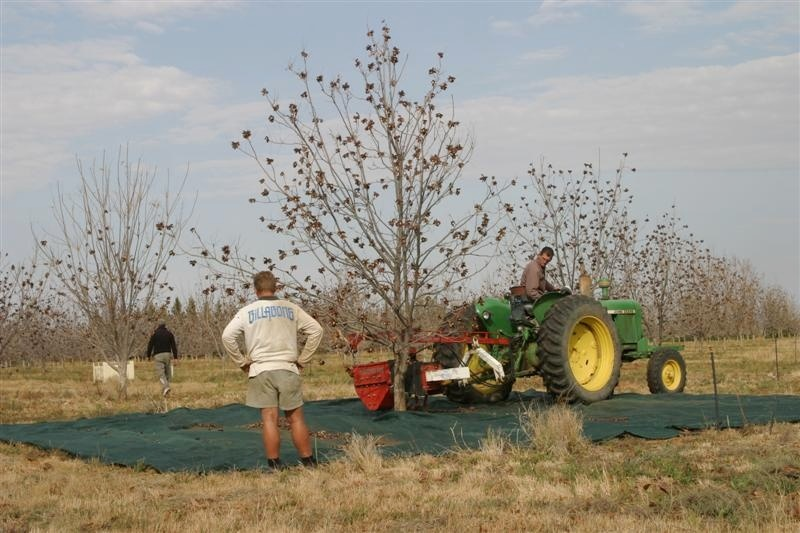
Oogst van pecannoten in Orania.

Landbouw maakt een belangrijk deel uit van de economie van Orania. Orania beschikt over een van de grootste plantages voor pecannoten in Zuid-Afrika. Deze plantage heeft een aanzienlijke economische impuls aan Orania gegeven. Het grootste deel van de pecannootproductie wordt geëxporteerd naar China. Sinds de aankoop van Orania in 1991 heeft de gemeenschap meer dan 7.000 hectare landbouwgrond aan het dorp toegevoegd. Een pompstation langs de Oranjerivier, gefinancierd en gebouwd door de inwoners zelf, voorziet water voor agrarisch gebruik. Het pompstation is verbonden met een pijplijn van 9 kilometer lengte.
In november 2014 waren meer dan 120 bedrijven gevestigd in Orania. Economische dienstverlening in het dorp sluit onder meer een belbureau, effectenhandelaren en architectuur. De totale omzet van de gemeenschap bedroeg in 2011 ongeveer R48 miljoen. Vastgoedprijzen liepen in 2010 uiteen van minimaal R250.000 tot R900.000 voor vastgoed direct aan de rivier gelegen. Huizenprijzen in Orania stegen tussen 1992 en 2006 met gemiddeld 13,9% per jaar.
De toeristische sector toont snelle groei sinds de voltooiing van een kuuroord en boetiekhotel langs de rivieroever in 2009. Orania Toere, de eerste geregistreerde touroperator van Orania, ging eveneens van start in 2009. In 2010 telde het dorp dertien onafhankelijke aanbieders van een of meer overnachtingsplekken. Deze bedrijven omvatten twee campings, vakantieappartementen, kamers, hotels, gasthuizen en een conferentiecentrum. Toeristen van alle raciale achtergronden bezoeken Orania. Tussen oktober 2012 en februari 2013 bezochten meer dan 2.000 vakantiegangers het dorp.
In Orania voeren mensen van alle rangen en standen hun eigen handenarbeid uit. Plaatselijke Afrikaners doen eveneens ongeschoolde activiteiten als tuinieren en vuilnisophaal. Snelle groei in de vier jaar voor 2014 leidde tot de ontwikkeling van nieuwe commerciële projecten en een groeiend wordend aantal jonge immigranten, maar veroorzaakte ook een vergroting van de inkomensverschillen onder inwoners. In 2007 werd het gemiddelde loon in Orania geschat op R4.000 per maand, wat laag is voor blanke Zuid-Afrikanen. Het ontbreken van goedkope zwarte arbeid heeft als gevolg dat de kosten van het levensonderhoud in Orania twee keer zo hoog zijn als in de rest van Zuid-Afrika. Dit komt mede door een gebrek aan ongeschoolde arbeiders. In 2009 was veertien procent van de bevolking zelfstandig ondernemer.
Orania introduceerde zijn eigen munteenheid, de ora, die gebaseerd is op het systeem van waardebonnen. De plaatselijke bank, de Orania Spaar- en Kredietkoöperasie (OSK), beheert dit initiatief. De OSK lanceerde zijn eigen chequeboek in 2007. De OSK is de grootste coöperatieve gemeenschapsbank van Zuid-Afrika en had in 2012 meer dan R50 miljoen in beheer. Het gebruik van de ora als betaalmethode heeft ook tot gevolg dat diefstal ontmoedigd wordt aangezien de ora alleen binnen Orania gebruikt kan worden. In 2011 beliep de totale waarde van alle Oras in omloop tussen R400.000 tot R580.000 Nieuwe biljetten worden elke drie jaar gedrukt en in omloop gebracht om de oude serie te vervangen. De E-serie werd in april 2014 in omloop gebracht.
Een grote melkveehouderij, Bo-Karoo Suiwel genaamd, was tussen 1998 en 2002 in Orania actief. Hoewel de melkveehouderij op dat moment als een van de modernste van Zuid-Afrika beschouwd werd, leidden een combinatie van gestegen kosten voor geïmporteerde landbouwmachines wegens een daling in waarde van de Zuid-Afrikaanse rand en een stijging van de maisprijs, dat als veevoer gebruikt werd tot een faillissement van de melkveehouderij. Een ander ambitieus project, een molen voor het verwerken van een reeks graanproducten, werd voltooid in 2005, maar bleek eveneens onsuccesvol en werd gesloten. Het dorpsbestuur van Orania vermijdt sindsdien grote projecten en richt zich vooral op het midden- en kleinbedrijf en eenmanszaken om de lokale economie te ontwikkelen.
Orania heeft een vliegveld met twee landingsbanen, een met een lengte van 1.300m en een van 1.000m.

## Cultuur

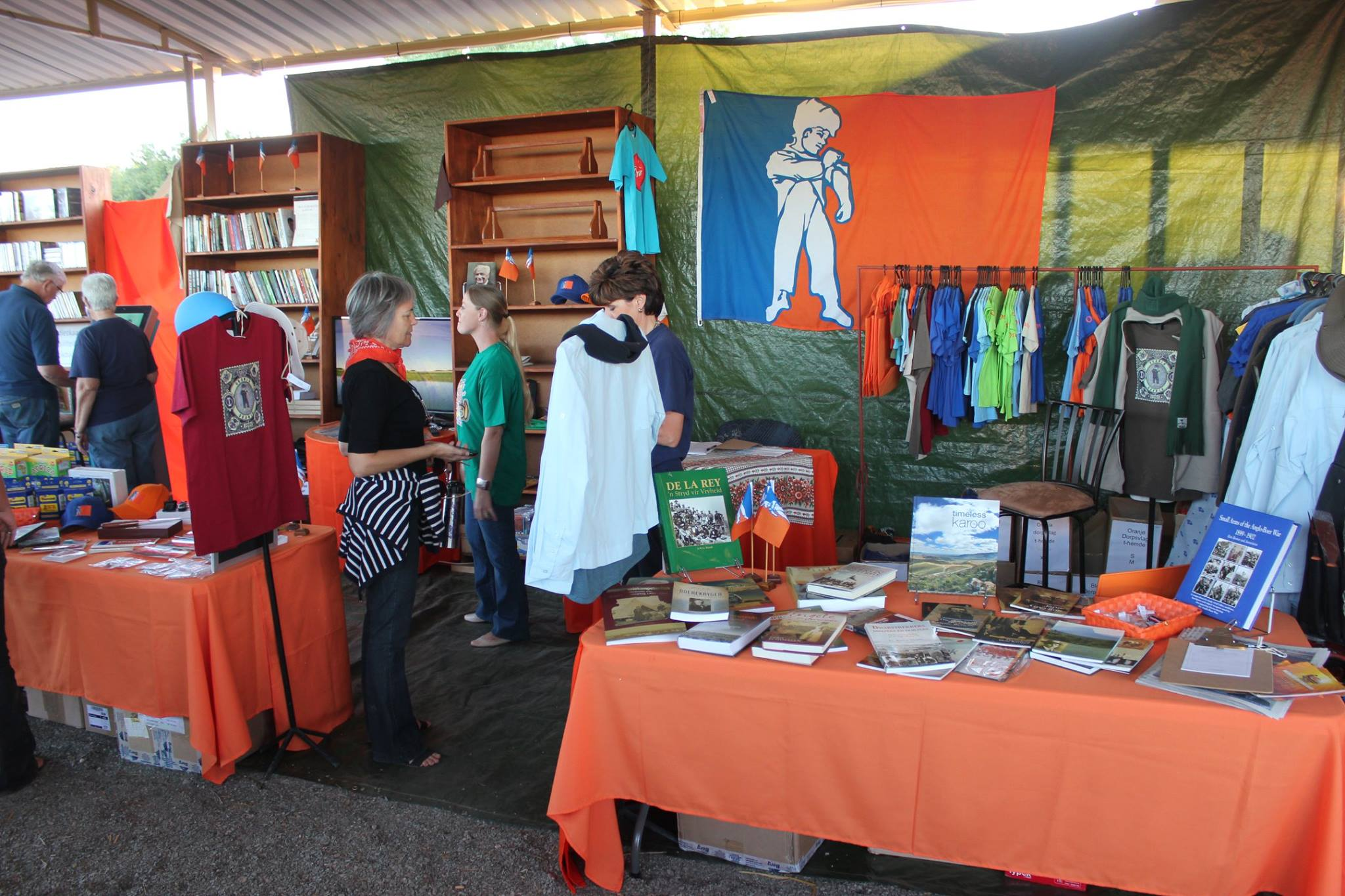
Het stalletje van de Orania Beweging tijdens het Karnaval.

Culturele instituten omvatten de Orania Kunsteraad met orkes en koor en het Orania Kultuurhistoriese museum. Tentoonstellingen in het museum tonen onder meer de wapenverzameling van Felix Lategan, de eerste professor Afrikaans en Nederlands bij de Universiteit van Wes-Kaapland, en de vlag van de Zuid-Afrikaansche Republiek die Jopie Fourie bij zich droeg in de dodencel na de Maritz-rebellie. Een collectie van bustes van Afrikaner-leiders uit verschillende tijdperken van de Zuid-Afrikaanse geschiedenis, afkomstig van verschillende instituten die ze niet langer wilden hebben na de afschaffing van de apartheid, staan op de heuvel Monumentkoppie in het dorp. Er is ook een Verwoerdmuseum, waar persoonlijke bezittingen en foto's van Hendrik Verwoerd tentoongesteld worden.
Het Koeksistermonument, opgericht in 2003, is opgedragen aan de koeksister en is een van de toeristische bezienswaardigheden van Orania. In het dorp staat ook het Ierse Monument, dat gewijd is aan de deelname van Ierse vrijwilligers aan Boerenzijde tijdens de Tweede Boerenoorlog (zie Vrijwilligers in de Tweede Boerenoorlog). Het monument was ontworpen door de architect Jan van Wijk, die eveneens Die Afrikaanse Taalmonument te Paarl heeft ontworpen. Het Ierse Monument werd in 2002 vanuit Johannesburg naar Orania verplaatst door een groep Afrikaners die plannen voor de sloop van het monument vreesden.
Orania heeft een mascotte, de Kleinreus, in de vorm van een kleine jongen die zijn mouwen oprolt. Dit symbool wordt gebruikt voor de vlag, de munteenheid en merchandising. Traditionele Afrikaner culturele activiteiten zoals volksdansen en jukskei worden gestimuleerd door de gemeenschap. Typisch voedsel uit de Karoo, zoals schapenkoppen, is onderdeel van de plaatselijke culinaire specialiteiten. Het dorp heeft eveneens een rugbyvereniging, de Orania Rebelle, die zijn wedstrijden speelt binnen de Griekwaland-Wes Rugbyunie.
Het Orania Karnaval (voorheen Volkstaatskou) is het belangrijkste culturele evenement in Orania. Het wordt sinds 2000 jaarlijks in april georganiseerd en er worden tentoonstellingen, wedstrijden en concerten van lokale artiesten georganiseerd. Eveneens zijn er stalletjes met traditioneel Afrikaner-eten. Zowel de Ora-munteenheid en de Kleinreus-vlag werden op dit evenement geïntroduceerd.
Jongere inwoners klagen van tijd tot tijd over het gebrek aan recreatieve activiteiten, een verschijnsel dat bij veel kleine gemeenschappen in de Karoo voorkomt. Orania, een boerendorp, heeft weinig vermaak te bieden voor pubers en jongvolwassenen, die het entertainment uit de grote stad moeten missen. In 2015 is er echter een bioscoop in het dorp geopend. Quadraces waren in het verleden een welkome activiteit, maar verboden door de dorpsautoriteiten vanwege veiligheidsredenen. De Bistro was een populaire plek onder jongeren uit Orania, maar sloot nadat de eigenaar overleed in 2009. Twee noemenswaardige bedrijven zijn het Wynhuis (een drankwinkel) en het Vaatjie (een kroeg). Het Wijnhuis is het eerste gebouw met gepleisterde muren van hooi dat commercieel uitgebaat wordt. Het Vaatjie is een omstreden kroeg onder de leden van de gemeenschap, omdat het gezien wordt als een plek met een losse moraal, en omdat er af en toe gevechten uitbreken tussen klanten. Het Vaatjie brandde in 2009 af en werd in 2011 heropend.

### Onderwijs

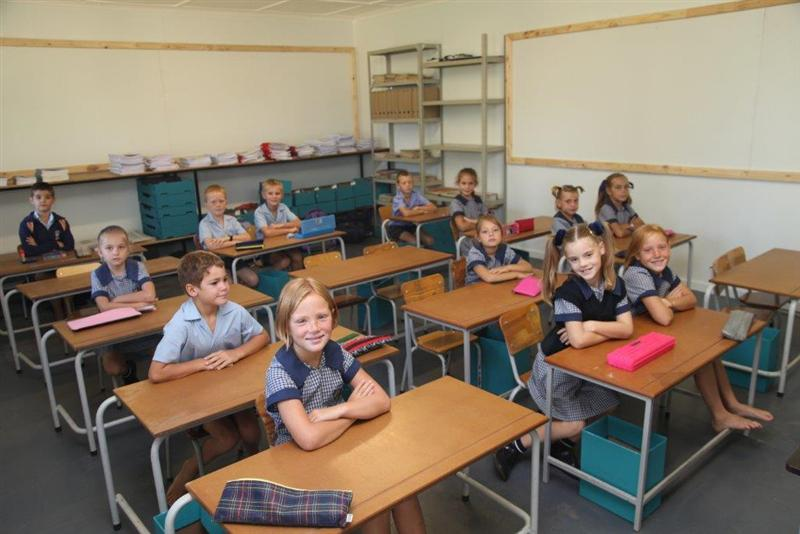
Klaslokaal van de CVO-school.

Er zijn twee scholen in het dorp voor primair en middelbaar onderwijs: de CVO Skool Orania (voor christelijk nationaal onderwijs), de Volkskool Orania. De taal van het onderwijs is Afrikaans, terwijl Engels onderwezen wordt als tweede taal. Beide scholen volgen het curriculum van het Independent Examinations Board, dat door veel private scholen in Zuid-Afrika gebruikt wordt. Beide scholen zijn christelijk, krijgen geen staatsfinanciering en geven speciale aandacht aan Afrikaner-geschiedenis, maar verschillen van onderwijsmethode.
De CVO-skool werd geopend in januari 1993 en gebruikt conventionele onderwijsmethoden. In 2014 had de school 225 leerlingen, waarvan sommige uit omliggende dorpen. Sinds 2014 wordt er gebouwd aan een gezamenlijk technisch onderwijscentrum van de CVO-skool en het nieuwe Bo-Karoo opleidingsentrum. Dit technisch centrum wordt vanaf 2016 gefaseerd geopend. De Volkskool gebruikt daarentegen een voor Zuid-Afrika onconventionele onderwijsmethode, waarbij leerlingen veel zelfstandigheid hebben om hun eigen tijdsindeling en taken te bepalen. De Volkskool opende in juni 1991 met Julian Visser als eerste schoolhoofd.
Er is een mate van rivaliteit tussen de CVO-skool en de Volkskool, die over het algemeen vriendelijk is, maar soms best heftig kan worden. Niet alle kinderen uit Orania gaan naar deze scholen. Sommige ouders kiezen voor thuisonderwijs, afstandsonderwijs of sturen hun kinderen naar kostscholen in steden zoals Bloemfontein.
Daarnaast opende het Bo-Karoo opleidingsentrum begin 2016 zijn deuren. Het Bo-Karoo opleidingsentrum voorziet in middelbaar beroepsonderwijs en gebruikt een onderwijsmethode gebaseerd op 'werkend leren'. Wegens de grote vraag naar geschoolde bouwvakkers in Orania focust het cursusaanbod zich thans vooral op bouw- en constructieverwante praktijkvakken. Verdere uitbreiding van het cursusaanbod wordt overwogen.
Alle onderwijskundige activiteiten in Orania staan onder toezicht van de Orania Koördinerende Onderwysraad. Sinds 1991 hebben zowel de Volkskool als de CVO-skool een honderd procent slaagcijfer voor het Zuid-Afrikaanse eindexamen behaald.

### Media
Het eerste gemeenschapsradiostation, Radio Club 100, werd in november 2005 door de Independent Communications Authority of South Africa (ICASA) gesloten wegens het uitzenden zonder licentie en aantijgingen van racisme. Het management van het radiostation stelde dat ze herhaaldelijk aanzoek voor een uitzendlicentie gedaan hadden, ze af en toe uitzonden om het signaal te testen en om te oefenen en dat deze tests opgevuld werden met nieuws over verjaardagen en sociale evenementen. ICASA verleende in 2007 een nieuwe licentie aan het nieuwe Radio Orania en dit station begon uit te zenden op 13 april 2008 op de FM-frequentie 95,5 MHz. Het gemeenschapsradiostation wordt in de lucht gehouden door vrijwilligers en telt meer dan 50 bijdragers. Radio Orania zendt elke dag tussen 17:00 uur en 22:00 uur uit, waarbij de uitzending de volgende dag overdag herhaald wordt. Op momenten waar Radio Orania zelf geen programma's maakt, worden de uitzendingen van Radio Pretoria doorgegeven.
De Orania Stadskoerant (voorheen Dorpsnuus) is een maandelijks blad dat wordt uitgegeven door de Dorpsraad en werd gelanceerd in 2005. Het bericht vooral over plaatselijke evenementen en bijeenkomsten en plannen van de Dorpsraad. De Volkstater is een onafhankelijke publicatie die vier tot zes keer per jaar verschijnt. De Volkstater wordt vooral naar ondersteuners van het volkstaatidee gestuurd, die woonachtig zijn buiten Orania. Voorgrond is een publicatie van de Orania Beweging, verschijnt zes maal per jaar en wordt verstuurd naar leden van de Orania Beweging. Flitslig is het advertentieblad waar bedrijven hun diensten of kortingsbonnen aanbieden.
Lang had het Afrikaanstalige dagblad Volksblad een eigen correspondent in Orania.
In september 2012 ging een Duitse documentaire getiteld Orania in première tijdens het Raindance Film Festival in Londen. De film is een sociologische studie naar het dorp. Het dorp was eveneens het onderwerp van een Franse documentaire uit 2009, die geproduceerd werd door France Ô en als titel Orania, citadelle blanche en Afrique had.

### Feestdagen

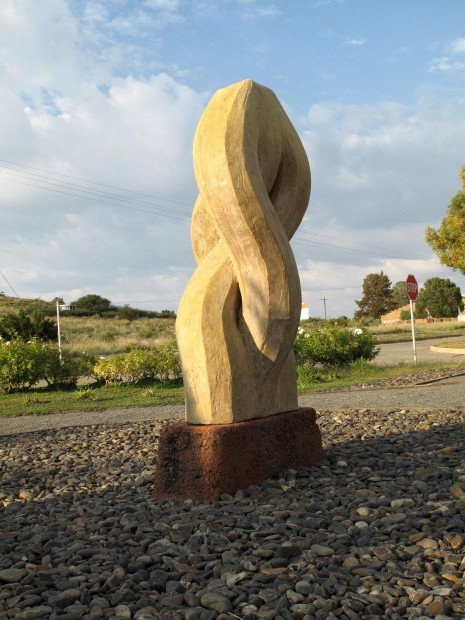
Het Koeksistermonument in Orania.

De belangrijkste feestdag in het dorp is Geloftedag, dat op 16 december gevierd wordt. Inwoners dragen dan traditionele kleding en herdenken de hulp van God bij de overwinning van de Voortrekkers in de Slag bij Bloedrivier.
Dit is een lijst van de feestdagen in Orania:
| Datum       | Feestdag        |
| ----------- | --------------- |
| 27 februari | Majubadag       |
| 6 april     | Stichtingsdag   |
| 31 mei      | Bittereinderdag |
| 14 augustus | Taaldag         |
| 10 oktober  | Heldendag       |
| 16 december | Geloftedag      |

## Perceptie

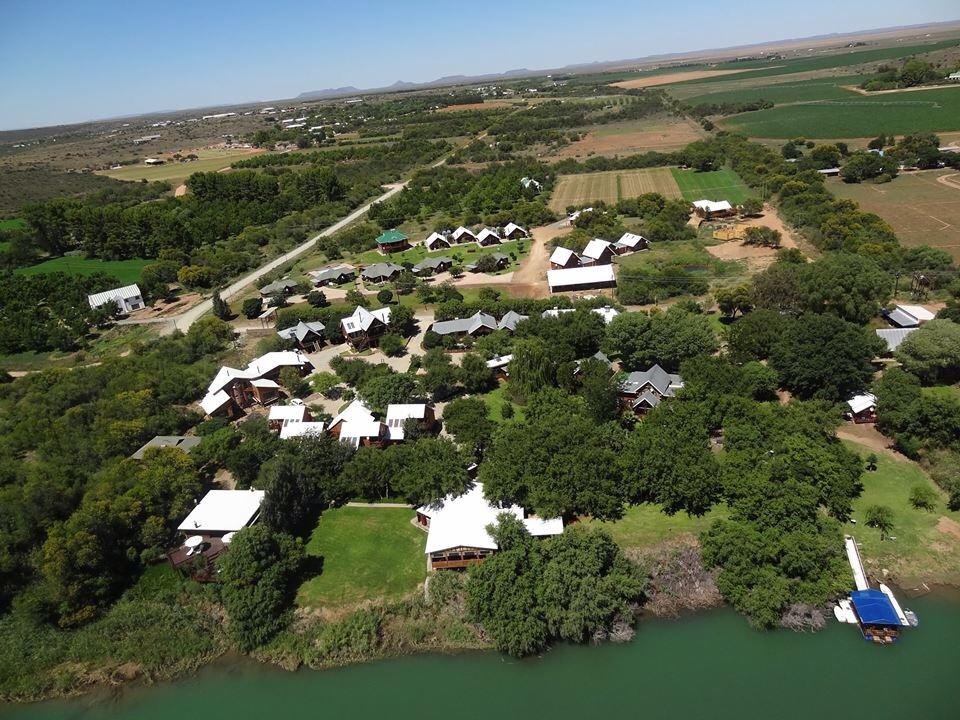
Het Oewerpark langs de Oranjerivier met het dorp in de achtergrond.

De gemeenschap ontvangt veel bezoeken van lokale en internationale journalisten, waardoor inwoners voortdurend in contact komen met journalisten. Het bestaan van Orania als een homogeen Afrikaner-dorp is controversieel en verschillende media portretteren het dorp als cultureel achterhaald en intolerant. Over het algemeen wordt Orania als een racistisch en separatistisch dorp geclassificeerd. In 1994 beschreef de Los Angeles Times het dorp als "een van de vreemdste plekken in Zuid-Afrika" en "een bastion van intolerantie". Een jaar later noemde de Chicago Tribune Orania "het laatste zielige bolwerk van de voormalige heersende klasse van Zuid-Afrika" met daarop volgend "de Afrikaners, die ooit zwarten dwongen om apart te leven van de rest van de samenleving, leven nu in hun eigen gevangenis". Een artikel in Mail & Guardian omschrijft Orania als een 'alom bespot dorp' en schreef dat het dorp in de media synoniem staat voor racisme en seperatisme. The Independent merkt eveneens op dat de inwoners van Orania een reputatie hebben racistisch te zijn en dat het dorp veel negatieve media-aandacht krijgt.
Een commentator merkte de uiteenlopende opvattingen over Orania tussen blanke liberalen en Zwarte Zuid-Afrikanen op: liberalen zien het dorp als een "zielige voorpost van verbitterde racisten", waarvan de inwoners weigeren om in gelijkheid met zwarte Zuid-Afrikanen samen te leven; Zwarte Zuid-Afrikanen zien Orania als een "fantasie uit de jaren 1950", waarbij de inwoners beschermd worden tegen verdwijnende blanke privileges. Er bestaat echter ook de opvatting dat het de inwoners van Orania juist ontbreekt aan dit blanke privilege, omdat de inwoners geen zwarte werknemers in dienst hebben en slechts de beschikking hebben over weinig luxe materialen. Dit is anders dan in de vooral blanke voorsteden in de rest van Zuid-Afrika, die met hun hoge mate van segregatie en grootschalige gebruik van zwarte huishoudelijke arbeid meer doen denken aan de apartheidstijd dan aan Orania. Eveneens wordt Orania ook gezien als "een van de weinige plaatsen in Zuid-Afrika [...] waar sociale klasse niet door huidskleur bepaald wordt". Een andere journalist vond vergelijkingen van Orania met het apartheidssysteem ongepast, omdat de dorpsautoriteiten geen zwarte mensen willen exploiteren of onderwerpen, maar culturele afzondering verlangen. In de necrologie van Carel Boshoff was het tijdschrift Foreign Policy het met de stelling van Boshoff eens dat de positie van blanke Zuid-Afrikanen als een bevoorrechte klasse, afhankelijk van goedkope zwarte arbeid, onhoudbaar is.
De meeste Afrikaners steunen het stichten van een Afrikaner-staat niet, omdat ze het het als niets anders dan een onpraktisch droombeeld zien. Kort nadat de eerste inwoners in 1991 naar Orania waren verhuisd, werd het project door veel Afrikaners bespot als zijnde onrealistisch, waarbij conservatieve Afrikaners Orania eveneens afwezen vanwege de ligging in een onvruchtbare steppe, ver van de oorspronkelijke boerenrepublieken. Een niet-representatieve peiling van het dagblad Beeld in 2010 wees echter uit dat 56% van de respondenten zou willen overwegen om naar een volkstaat te verhuizen. Datzelfde jaar prees Marida Fitzpatrick, een journalist van het Afrikaanstalige dagblad Die Burger, het dorp voor haar veiligheid en duurzaamheid, maar zij schreef ook dat sommige inwoners openlijke racistische ideeën en ideologieën hadden. In 2014 schreef Gert Coetzee, hoofdredacteur van Volksblad, dat de "Schotse onafhankelijkheidsdroom ook de droom van Orania is" en dat de ideeën van de leiders van Orania oprecht zijn. In 2015 hield de grootste Afrikaanstalige zondagskrant Rapport een niet-representatieve peiling, waarbij 93% van de respondenten voor Afrikaner-zelfbeschikking stemde.
Orania wordt in een van de gelekte Amerikaanse diplomatieke stukken genoemd, nadat Amerikaanse diplomaten in 2004 een onopvallend bezoek aan het dorp gebracht hadden. In het document werd Orania "een slapend plattelandsdorpje met weinig tekenen van groei of levendigheid" genoemd.